# Barreau du Nouveau-Brunswick c. Ryan
Barreau du Nouveau Brunswick c. Ryan  est un arrêt historique de la Cour suprême du Canada en droit administratif canadien concernant les normes de contrôle en droit des professionnels.
Il s'agit d'un ancien arrêt de principe avant que la Cour suprême ne rende d'abord l'arrêt Dunsmuir c. Nouveau-Brunswick en 2008 et ensuite l'arrêt Canada (Ministre de la Citoyenneté et de l’Immigration) c. Vavilov en 2019.

## Les faits
Consulté par des clients au sujet d'un congédiement injustifié, Michael Ryan ne fait rien pendant cinq ans et demi et leur ment sur l'état d'avancement de leur dossier. Ryan a comparu devant le comité de discipline du Barreau du Nouveau-Brunswick. Pour sa défense, il a fait valoir qu'il souffrait de problèmes psychologiques et de santé qui l'ont poussé à ses actes. Le comité l'a radié du barreau.
Ryan a interjeté appel devant la Cour d'appel du Nouveau-Brunswick qui a ordonné une nouvelle audience avec preuve médicale. Lors de la deuxième audience, Ryan a de nouveau été radié du Barreau. Il a de nouveau interjeté appel devant la Cour d'appel qui a annulé la décision du comité.
La Cour suprême du Canada a été invitée à examiner la norme de contrôle qui devrait être appliquée par les tribunaux aux organes disciplinaires et à déterminer si la radiation de Ryan devrait être annulée.

## Questions en litige
Au paragraphe 19 du jugement, la Cour suprême énumère les questions en litige.

« (1)  Quelle norme de contrôle faut-il appliquer à la sanction disciplinaire imposée par le comité en l’espèce?
(2)  Si la décision raisonnable simpliciter est la norme de contrôle appropriée, le degré de déférence requis par cette norme varie-t-il en fonction de circonstances particulières?
(3)  L’application correcte de la norme de contrôle appropriée permettait-elle à la Cour d’appel d’annuler la radiation de l’intimé? »

## Jugement de la Cour suprême
La Cour accueille le pourvoi du Barreau du Nouveau-Brunswick et rétablit l'ordonnance du comité de discipline

## Motifs du jugement
Le juge Frank Iacobucci, écrivant au nom de la Cour, a accueilli l'appel et rétabli l'ordonnance de radiation. La Cour a statué que la norme de contrôle appropriée est la norme de la décision raisonnable simpliciter. Par l'application de cette norme, l'ordre de radiation a été jugé raisonnable.
Sur la question de la norme de contrôle, Ryan avait plaidé en faveur d'une norme de contrôle moins élevée qui serait plus proche de la norme de la décision correcte. La Cour d'appel du Nouveau-Brunswick a soutenu sa prétention et a statué que « cette norme se rapproche davantage de celle de la décision correcte que de celle de la décision manifestement déraisonnable ».
La Cour suprême a rejeté ce point de vue et a souligné qu'il ne peut y avoir que trois normes de contrôle. De plus, la cour a fait remarquer que ces normes ne « fluctuent » pas le long d'un éventail de normes de contrôle, mais sont plutôt des normes fixes qui existent le long d'un éventail de déférence. De plus, la Cour a fait remarquer que ces normes ne « fluctuent » pas le long d'un éventail de normes de contrôle, mais sont plutôt des normes fixes qui existent le long d'un spectre de déférence.
La norme de la décision raisonnable repose principalement sur l'expertise du comité. Le comité était composé d'avocats qui comprenaient l'intérêt de protéger le public et qui remplissaient ce mandat.
Le juge Iacobucci a critiqué l'examen par la Cour d'appel de l'exactitude et de la nature correcte des décisions du comité. Selon la norme de la décision raisonnable, la Cour de révision ne devrait pas réévaluer la preuve ou rejuger l'affaire. Dans la norme de la décision raisonnable, le juge doit essentiellement se demander « si, après un examen assez poussé, les motifs donnés, pris dans leur ensemble, étayent la décision ». En effet, « il y a souvent plus d’une seule bonne réponse aux questions examinées selon la norme de la décision raisonnable. Par exemple, lorsqu’une décision doit être prise en fonction d’un ensemble d’objectifs divergents, il se peut qu’aucun compromis ne soit supérieur à tous les autres ».